# Eliza Surdyka
Eliza Surdyka (* 16. März 1977 in Świebodzice) ist eine ehemalige polnische Skilangläuferin.
Surdyka trat international erstmals bei den Nordischen Junioren-Skiweltmeisterschaften 1995 in Gällivare in Erscheinung. Dort belegte sie den 67. Platz über 5 km klassisch und den 35. Rang über 15 km Freistil. Im folgenden Jahr errang sie bei den Nordischen Junioren-Skiweltmeisterschaften in Asiago den 56. Platz über 5 km klassisch und den 36. Platz über 15 km Freistil. In der Saison 1996/97 kam sie bei der Winter-Universiade 1997 in Muju auf den 23. Platz über 10 km klassisch und auf den 22. Rang über 15 km Freistil und bei den Nordischen Junioren-Skiweltmeisterschaften 1997 in Canmore auf den 36. Platz über 5 km klassisch und auf den 12. Rang mit der Staffel. Im folgenden Jahr lief sie in Nagano bei ihrer einzigen Olympiateilnahme auf den 58. Platz über 15 km klassisch. Bei der Winter-Universiade 1999 in Štrbské Pleso lief sie auf den 28. Platz über 5 km klassisch, auf den 26. Rang in der Verfolgung und auf den 20. Platz über 5 km Freistil und bei der Winter-Universiade 2001 in Zakopane auf den 29. Platz über 5 km Freistil, auf den 27. Rang über 15 km Freistil und auf den 20. Platz über 5 km klassisch.